# Ermenet
Ermenet är en ort i Azerbajdzjan.   Den ligger i distriktet Oğuz Rayonu, i den centrala delen av landet, 210 km väster om huvudstaden Baku. Ermenet ligger 793 meter över havet och antalet invånare är 707.
Terrängen runt Ermenet är kuperad söderut, men norrut är den bergig. Terrängen runt Ermenet sluttar söderut. Närmaste större samhälle är Oğuz, 8,7 km väster om Ermenet. 
Omgivningarna runt Ermenet är en mosaik av jordbruksmark och naturlig växtlighet. Runt Ermenet är det ganska glesbefolkat, med 34 invånare per kvadratkilometer.